# Die Versteigerung
Die Versteigerung (Originaltitel: Vente à la bougie) ist eine Erzählung von Georges Simenon, in der Kommissar Maigret als Mitglied der Brigades Spéciales im Département Vendée ermittelt. Das zur Reihe der Maigret-Romane und -Erzählungen gehörende Werk entstand 1939 in Nieul-sur-Mer und erschien 1950 in dem Erzählband Maigret et les petits cochons sans queue bei Presses de la Cité. In deutscher Übersetzung erschien die Erzählung erstmals 1980 in der Übersetzung von Linde Birk  in dem Band Maigret-Geschichten, Erste Folge bei Diogenes.

## Handlung
In einer einsam gelegenen Kneipe in Pont-du-Grau, einem kleinen Ort im Sumpfgebiet der Vendée, hat sich ein Verbrechen ereignet. Borchain, ein Bauer aus dem Raum Angoulême ist tot; die Matratze brennt und sein Geld ist fort. Borchain hielt sich in Pont-du-Grau auf, um dort am folgenden Tag bei der Versteigerung eines Bauernhofes samt dreißig Hektar Sumpfwiesen per Kerzenauktion mitzubieten. An dem Abend vor der Versteigerung waren anwesend: Fred Michaux, der Wirt, 49 Jahre alt und Ex-Boxer, seine Lebensgefährtin Julia, eine heruntergekommene  Ex-Prostituierte, dann Thérésa, das 18-jährige Hausmädchen, mit der Michaux hofft, ein neues Leben beginnen zu können, des Weiteren Nicolas, ein Fischer und Alkoholiker, Groux, ein vierschrötiger Bauer, dessen Besitz versteigert werden soll, dann Canut, ein weiterer Interessent für den Hof, und noch Gentil, ein nicht sehr seriöser Zollbeamter. Drei Tage lang befragt Maigret, der von Nantes aus an den Tatort gekommen war, diese Gesellschaft und versucht die Ereignisse des Abends des Mordes zu rekonstruieren. Maigret ist bald klar: das Feuer in Borchains Zimmer wurde nur gelegt, damit der Verdacht auch auf die anwesenden Gäste fällt. Schließlich wird die Geldbörse des Opfers mit den 150 000 Francs in einem Versteck gefunden, das nur Michaux und Julia kennen konnten. Julia gesteht, Borchain getötet zu haben, weil sie an sein Geld wollte. Damit hatte sie die Absicht, Michaux zu zeigen, dass sie für ihn nützlich ist und so verhindern, dass er sich an die junge Thérésa bindet und mit ihr durchbrennt.

## Ausgaben
Die Erzählung erschien als Vorveröffentlichung in der Zeitung Sept Jours (20 et 27 avril 1941), in Buchform in Maigret et les petits cochons sans queue (Presse de la Cité, 1950). Sie ist in den Simenon-Werkausgaben Œuvres complètes (Lausanne, Editions Rencontre, 1967–1973) in Band XV, in Tout Simenon (Paris, Presses de la Cité, 1988–1993) in Band 4 und in Tout Simenon (Paris, Omnibus, 2002–2004) ebenfalls in Band 4 enthalten. In deutscher Übersetzung liegt sie u. a. in dem bei Diogenes 1980 erschienenen Sammelband Maigret-Geschichten und in dem Sammelband Sämtliche Maigret-Geschichten von 2009 vor.

## Adaptionen
- Maigret et la Vente à la bougie. Episode 17 der Maigret-Reihe, französischer Fernsehfilm (Regie: Pierre Granier-Deferre), mit Bruno Cremer als Maigret, Ausstrahlung 1995.